# تعويض التنوع الحيوي

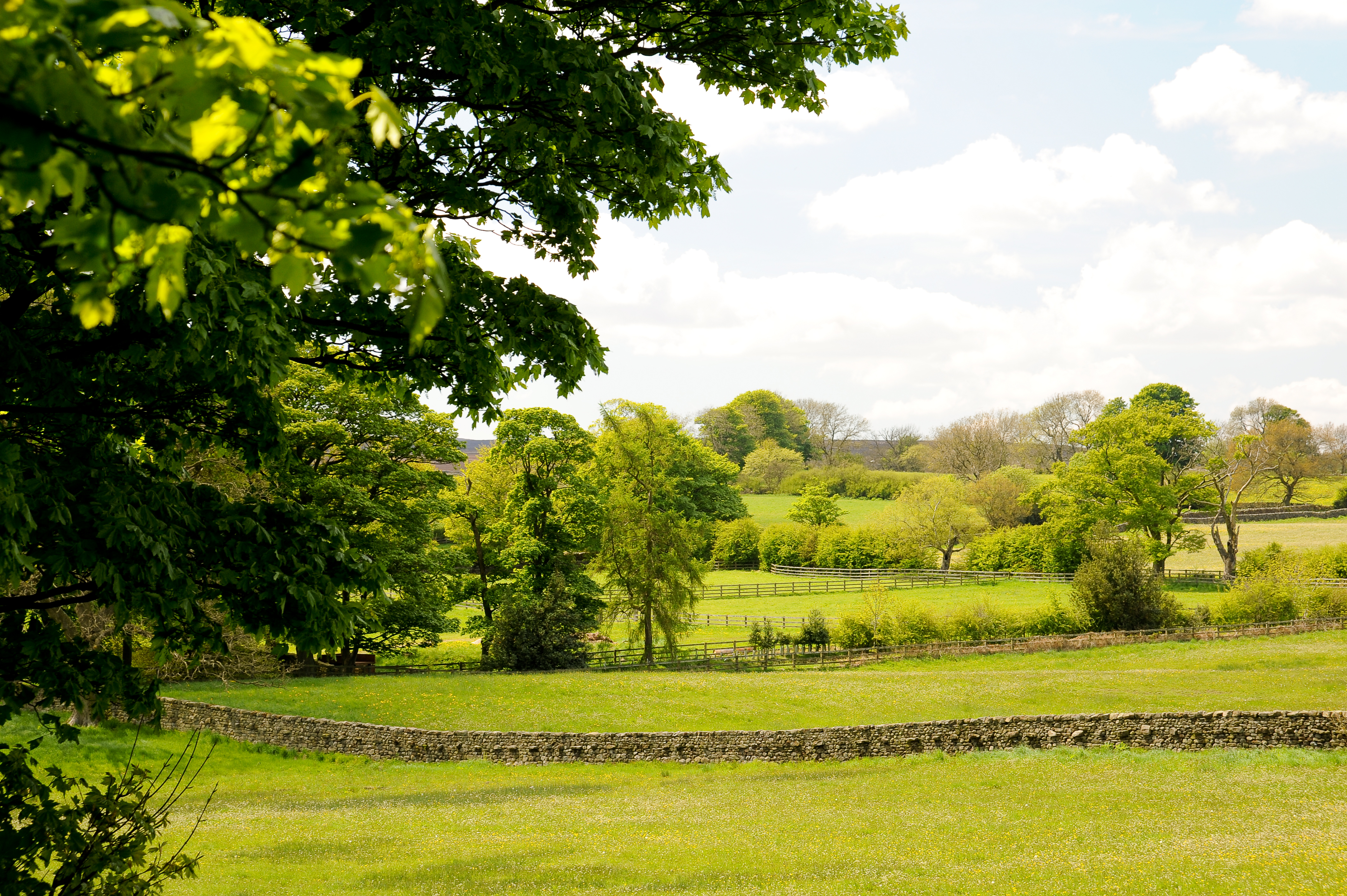

التنوع الحيوي (أو التنوع البيولوجي) هو نظام يُستخدم غالبًا من قبل السلطات التخطيطية والمطورين للتعويض بشكل كامل عن تأثيرات التنوع الحيوي المرتبطة بالتنمية الاقتصادية خلال عملية التخطيط. في بعض الحالات، تُصمم تعويضات التنوع الحيوي لينتج عنها مكسب كلي في التنوع الحيوي. يُعتبر التعويض بشكل عام المرحلة الأخيرة في التسلسل الهرمي للتخفيف البيئي، إذ يجب تجنب تأثيرات التنوع الحيوي المتوقعة أولًا وتقليلها وعكسها من قبل المطورين قبل تعويض أي آثار متبقية. يعمل التسلسل الهرمي للتخفيف على تلبية مبدأ السياسة البيئية الذي يقتضي عدم وجود خسارة صافية في التنوع الحيوي إلى جانب التنمية.
سيستخدم الأفراد والشركات المشاركون في تنظيم تعويضات التنوع الحيوي مقاييس كمية لتحديد كمية المواطن الطبيعية ونوعها وجودتها التي من المرجح أن تتأثر بمشروع مطروح. ثم سيؤسسون موقعًا أو مواقع جديدة (تُسمى عادة بالمواقع المستقبلة) حيث سيكون من الممكن إعادة خلق نفس كمية الموطن الطبيعي ونوعه وجودته. إن هدف تعويضات التنوع الحيوي ليس مجرد تقديم التعويض الاقتصادي لخسارات التنوع الحيوي المرتبطة بالتنمية، رغم أن المطورين قد يدفعون تعويضات مالية في بعض الحالات إذا كان من الممكن تحديد مكاسب التنوع الحيوي المادية التي سيحققها التعويض بدقة. يختلف نوع تعويض التنوع البيئي الذي يقدمه تعويض التنوع الحيوي عن الخدمات المصرفية للتنوع الحيوي لأنها يجب أن تُظهر تحسينات قابلة للقياس وطويلة الأمد في التنوع الحيوي يمكن استخدامها في مواجهة الخسائر.

## أنشطة حماية مشابهة
قد تتضمن مشاريع تعويض التنوع الحيوي نشاطات إدارية متعددة يمكن تطبيقها لتقديم مكاسب في التنوع الحيوي. تتضمن هذه الأنشطة عادة الترميم البيئي النشط أو مشاريع الإنشاء (مثل إنشاء المنطقة الرطبة وترميم الأرض العشبية). على أي حال، تُدعى البيئات القابلة للحياة بـ«المتجنبة للخسارة» والتي تُؤخذ القياسات فيها لمنع حدوث التدهور البيئي حيث كان لا بد له من الحدوث بشكل مؤكد. قد تتضمن تعويضات تجنب الخسارة إنشاء مناطق جديدة محمية (للحفاظ على الأنواع النباتية التي كان من الممكن أن تختفي)، إزالة الأنواع المجتاحة من مناطق المواطن الطبيعية (التي كانت ستقلل أو تستبدل أنواع النباتات الأساسية)، أو اتخاذ تدابير إيجابية لتقليل استنزاف الموارد الطبيعية الشديد (مثل عرض ابتكار سبل عيش بديلة لمنع النشاطات التي تقود إلى إزالة الغابات).
إن أي نشاطات لا ينتج عنها مكسب إيجابي أو قابل للقياس لصالح للتنوع الحيوي لن يتم اعتبارها كجزء من تعويضه. على سبيل المثال، لن يؤخذ بعين الاعتبار كنشاط تعويضي تمويلُ مطور ما لأبحاث عن الحماية البيئية في منطقة يتم التأثير فيها من خلال مشروع معين (إلا إن كان من الممكن إظهار استفادة النباتات والحيوانات بشكل كمي). بدلًا من ذلك، سيكون هذا شكلًا تعويضيًا عامًا أكثر. لاحظوا أن تعويضات التنوع البيئي قد تُعتبر مجموعة محددة وقوية وواضحة من التعويض البيئي.

## المواقع المستقبلة
في العديد من الأنظمة التعويضية، المواقع المستقبلة هي مناطق تحددها شركات أو أفراد يتطلعون إلى تلقي مقابل مادي لإنشاء (أو ترميم) مواطن تنوع حيوي على أراضيهم الخاصة. تُمول مشاريع ترميم التنوع الحيوي من تعويضات يدفعها مطورون يتطلعون إلى تعويض تأثيرهم في مجال التنوع الحيوي. يجب أن يكون التغير الناتج في مستويات التنوع الحيوي في المواقع المستقبلة الجديدة مساويًا للخسائر في موقع التأثير الرئيسي أو أكبر منه ليحقق عدم وجود خسارة صافية والحصول على مكسب إجمالي في التنوع الحيوي. عادة ما تعتمد أنظمة كهذه على الشراء (من قبل المطورين) والبيع (من قبل مالكي الأراضي) لائتمانات الحماية.
على أي حال، قد تتنوع صفات المواقع المستقبلة باختلاف السلطات القضائية. على سبيل المثال، تعود ملكية الأراضي للولاية في بعض البلدان لذلك تملك الحكومة مشاريع تعويض التنوع الحيوي وتديرها. أما في ما يخص تعويضات التنوع الحيوي في البيئات البحرية، قد تخضع المواقع المستقبلة لمنظمات إدارية عديدة ولا تعود ملكيتها لأحد بالضرورة. ومن المثير للجدل أن بعض تعويضات التنوع الحيوي تستخدم مواقع محمية موجودة مسبقًا كمواقع مستقبلة (مثل تحسين فعالية المناطق المُدارة مسبقًا لحماية التنوع الحيوي).

## متطلبات تعويض التنوع الحيوي
تعويضات التنوع الحيوي مطلوبة قانونيًا بالنسبة للعديد من السلطات القضائية.
تستخدم بلدان مثل الولايات المتحدة الأميركية وأستراليا ونيوزيلندا والمملكة المتحدة وأجزاء من أوروبا تعويض التنوع الحيوي كأداة خيارية أو إجبارية لإدارة حماية التنوع الحيوي ضمن أنظمتها التخطيطية.
يُنظر أيضًا في تطبيق تعويض التنوع الحيوي من قبل بعض بلدان أميركا اللاتينية (كولومبيا، وبيرو، وإكوادور، وتشيلي) ومن قبل جنوب أفريقيا.
تُعتبر معايير الأداء المطلوبة من قبل مؤسسة التمويل الدولية (آي إف سي) عاملًا آخر رئيسيًا في مشاريع تعويض التنوع الحيوي. إذ على المطورين في أي مشروع يُقام مع مؤسسة (آي إف سي) أو أي من مصارف (إكويتر) للتمويل ألا يحصلوا على أي خسائر صافية (أو في بعض الحالات، ربح صافٍ) في التنوع الحيوي وفقًا لمعيار الأداء السادس.
أخيرًا، تطبق عدد من الشركات تعويضات التنوع الحيوي بعد نص سياسات التزامات طوعية لتحقيق عدم وجود خسائر صافية أو تأثير صافٍ إيجابي في التنوع الحيوي ككل في ما يتعلق بعملياتها. هذا جزء من جهود أكبر في القطاع الخاص لإدارة التنوع الحيوي.

### التخفيف التعويضي في الولايات المتحدة
لا توجد سياسة تنص على عدم وجود خسائر صافية (في ما يخص تعويض التنوع الحيوي) في التشريعات الأميركية خصوصًا في قانون المياه النظيفة منذ سبعينيات القرن الماضي. يتطلب هذا التشريع عدم وجود خسارة صافية في مساحات الأراضي الرطبة أو وظائفها، ما يؤدي بالنهاية إلى إنشاء بنوك تخفيف حيث يجري شراء ائتمانات الأراضي الرطبة وبيعها.
لدى الولايات المتحدة الأميركية سياسة خاصة بالحماية المصرفية يجري فيها الإتجار بائتمانات تمثل مواطن أصناف النباتات المحمية.
في الولايات المتحدة، تُدعى التعويضات بـ«التخفيف التعويضي».

### التعويض في أستراليا
أُديرت معظم الأبحاث العلمية في تعويض التنوع الحيوي خارج الولايات المتحدة من قبل أستراليا، وخصوصًا منظمات مثل «سي إي إي دي» وهيئة البحوث الأسترالية.
تأسست سياسات خاصة بتعويض التنوع الحيوي في عدد من الولايات الأسترالية (خصوصًا ولاية فيكتوريا ونيوساوث ويلز)، وتوجد سياسة تعويض تنوع حيوي فيدرالية أيضًا. تعمد الولايات إلى تشغيل آليات التنوع الحيوي المصرفية على المستوى الإقليمي. احتاجت أصناف رئيسية مثل الكوالا وطائر الكوكاتو الأسود ذي الذيل الأحمر وضفدع المستنقع الأخضر والذهبي 19 موطنًا إضافيًا لتحقيق حالة عدم وجود خسارة صافية.

### التعويض في المملكة المتحدة
في المملكة المتحدة، يُعتبر التعويض (للأذى البيئي الذي سببته التنمية) على شكل تعويض للتنوع الحيوي حاليًا أداة اختيارية (غير إلزامية) للمطورين. يمكن للمطورين الذين يختارون دمج ممارسات تعويض التنوع الحيوي في خطط مشاريعهم فعل ذلك طالما أنهم يتبعون التسلسل الهرمي التخطيطي العادي الذي يتضمن اتخاذ خطوات لتجنب وتقليل الأذى البيئي في حال أمكن ذلك عند التنمية أو موقع التأثير.
يمكن تطبيق تعويض التنوع الحيوي في الأراضي التي ثبت أنها قابلة للتنمية، ما يعني أن ذلك لا ينطبق على المواقع المحمية، مثل المواقع ذات الاهتمام العلمي الخاص أو المحمية الطبيعية الوطنية في المملكة المتحدة. وبالإضافة إلى المناطق المحمية، تُعتبر المواطن المعرضة للخطر، أو تلك التي لا يمكن تعويضها (مثل الغابات القديمة) معفاة من تعويض التنوع الحيوي.